# Lucrècia (Roma)
|  | No s'ha de confondre amb Lucrecia. |

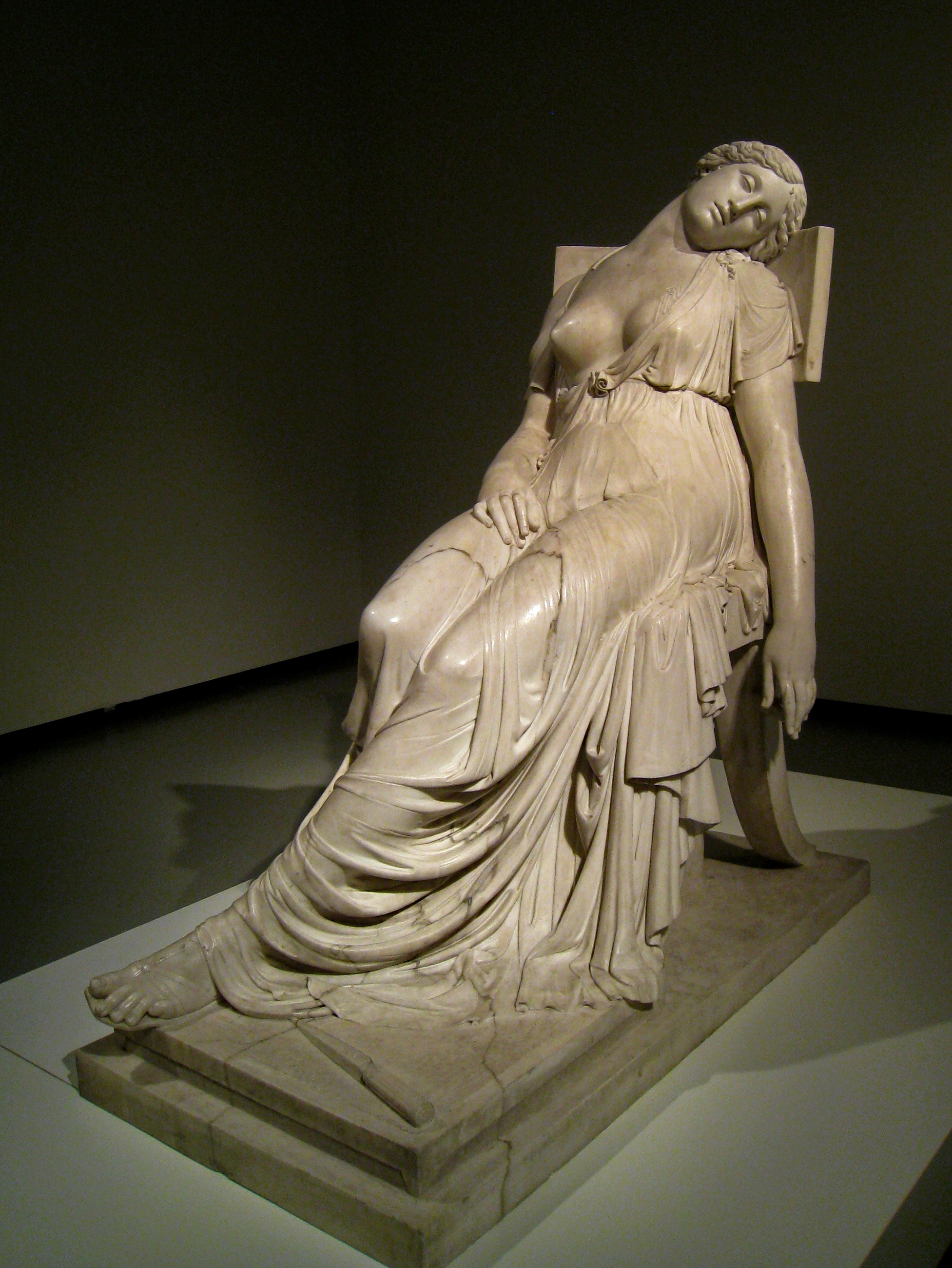
Lucrècia morta (1804), de Damià Campeny, mostra la figura de la jove Lucrècia sedent i morta. Té el pit descobert, un braç caigut i l'altre sobre una cuixa. Punyal a terra. Barcelona: Llotja de Mar

Lucrècia és una figura llegendària en la tradició romana. Segons la versió de Titus Livi sobre l'adveniment de la República, el darrer rei de Roma Luci Tarquini el Superb, que va regnar entre el 535 i el 510 aC, tenia un fill indomable anomenat Tarquini. Després de molts intents infructuosos de seduir Lucrècia, Tarquini la va violar. Després, Lucrècia va reunir la seva família, els va explicar el que havia passat, i se suïcidà.
Tot mostrant el cos sense vida de Lucrècia, el seu parent Luci Juni Brut va incitar el poble de Roma a revoltar-se. La dinastia dels Tarquins es va veure obligada a fugir a Etrúria i la monarquia que sustentaven fou substituïda per la República romana.

## Representacions
La violació i suïcidi de Lucrècia pel malvat Sext Tarquini han estat objecte de múltiples representacions en les arts gràfiques, incloent-hi obres de Ticià, Rembrandt, Dürer, Rafael, o Botticelli.
En la poesia, la història de Lucrècia és narrada en el poema de Geoffrey Chaucer The Legend of Good Women (1380). William Shakespeare també publicà un poema el 1594 titulat La violació de Lucrècia, i menciona el personatge a Titus Andrònic.
Sant Agustí utilitzà la figura de Lucrècia en La ciutat de Déu per a defensar l'honor de les dones cristianes que havien estat violades en el saqueig de Roma i no havien comès suïcidi. I en la Divina Comèdia de Dant, Lucrècia apareix als llimbs entre els virtuosos que visqueren abans de Crist.
Benjamin Britten estrenà el 1946 l'òpera The Rape of Lucretia (La violació de Lucrècia).
En teatre ha conegut diferents versions. Joan Ramis va escriure la seva Lucrècia el 1769. I Magí Sunyer en publicà una versió actualitzada el 2006. En francès destaca l'obra Lucrèce, de Jean Giraudoux (1953).

### Galeria d'imatges

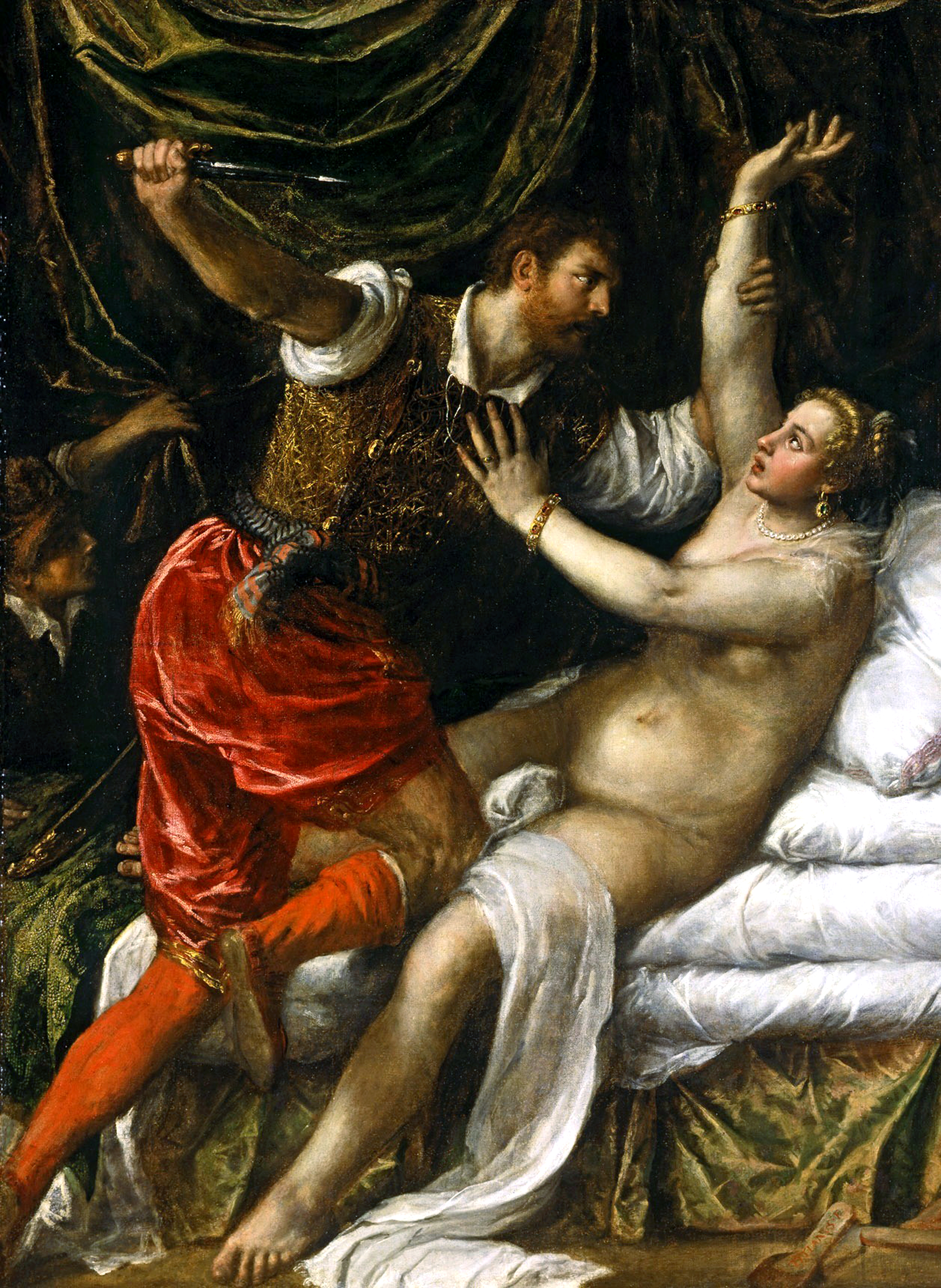
Violació de Lucrècia, de Tizià
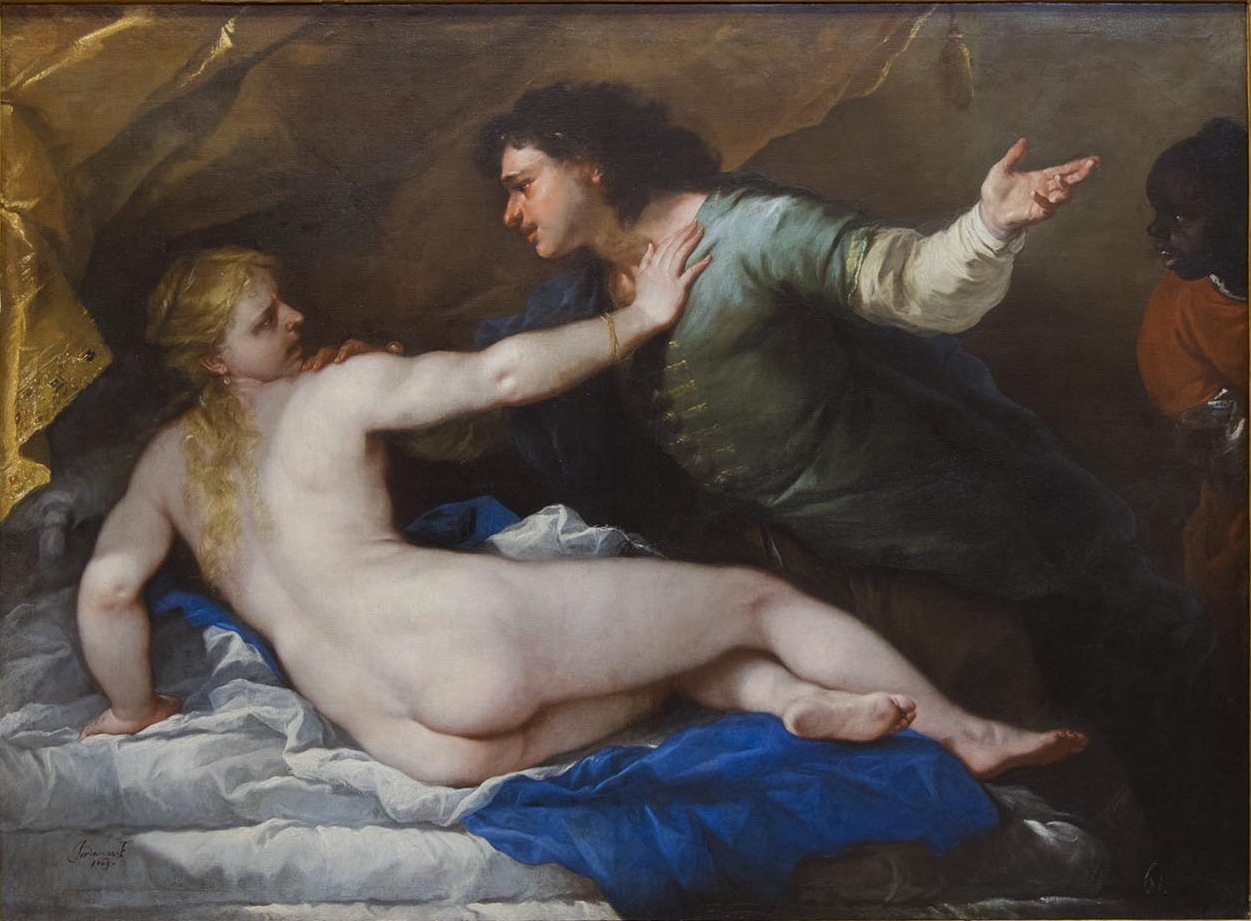
Luca Giordano
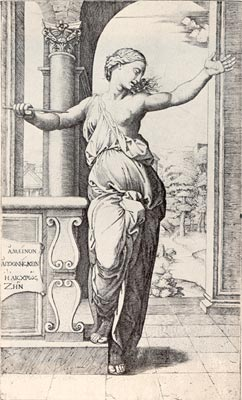
Marcantonio Raimondi
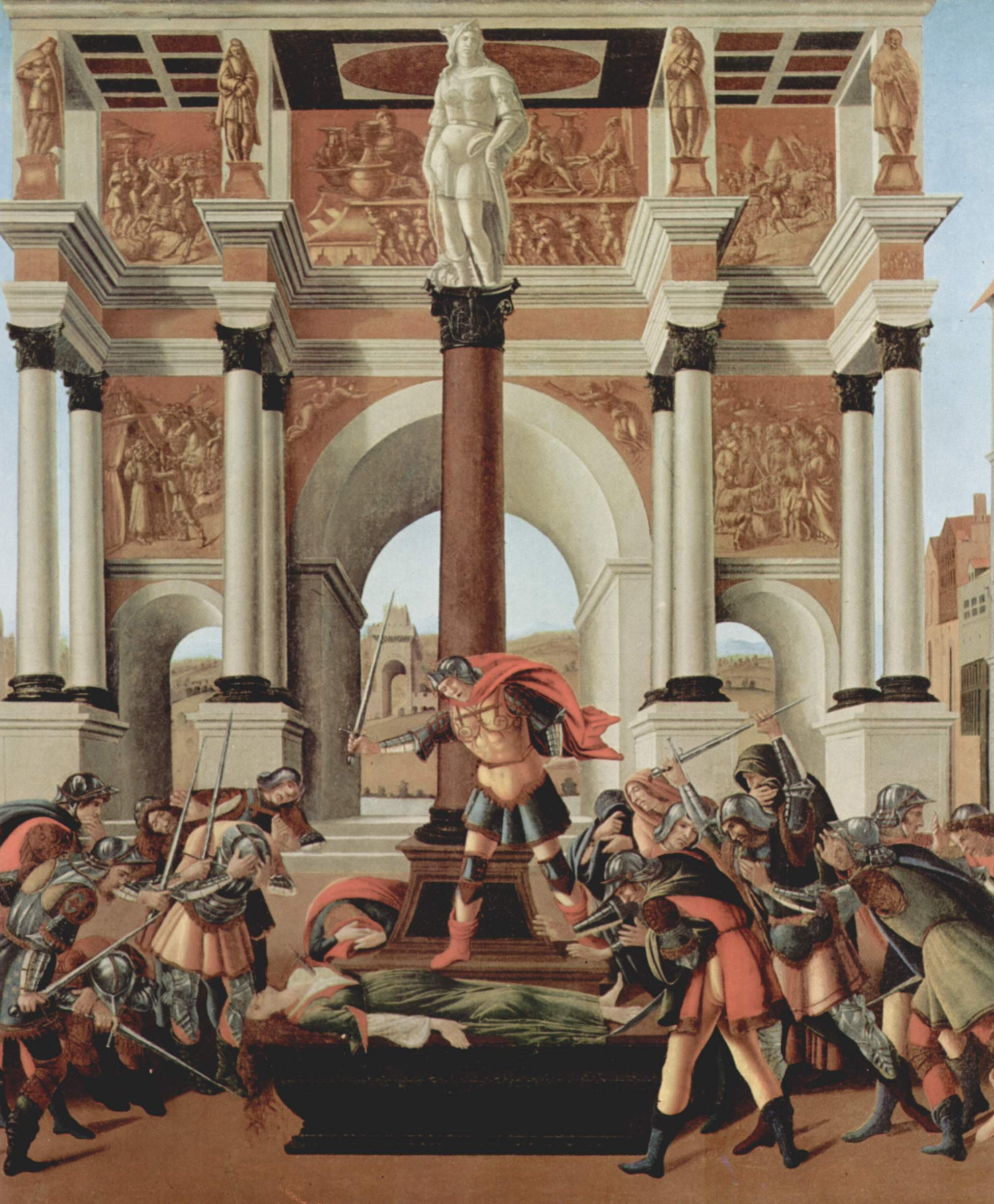
Sandro Botticelli
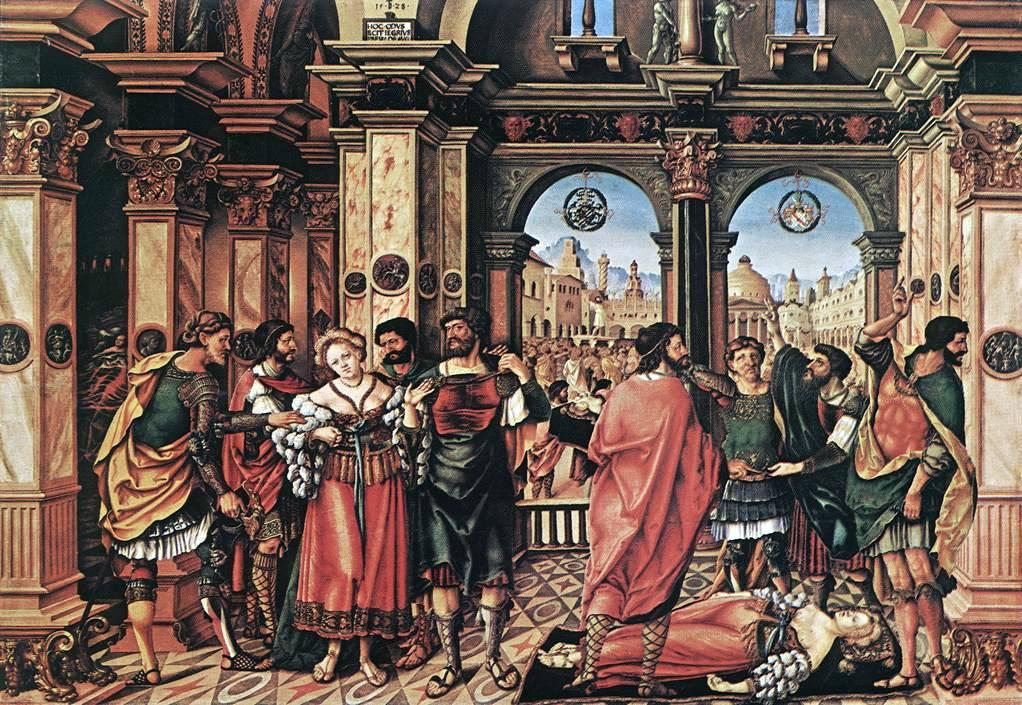
Joerg Breu el Major
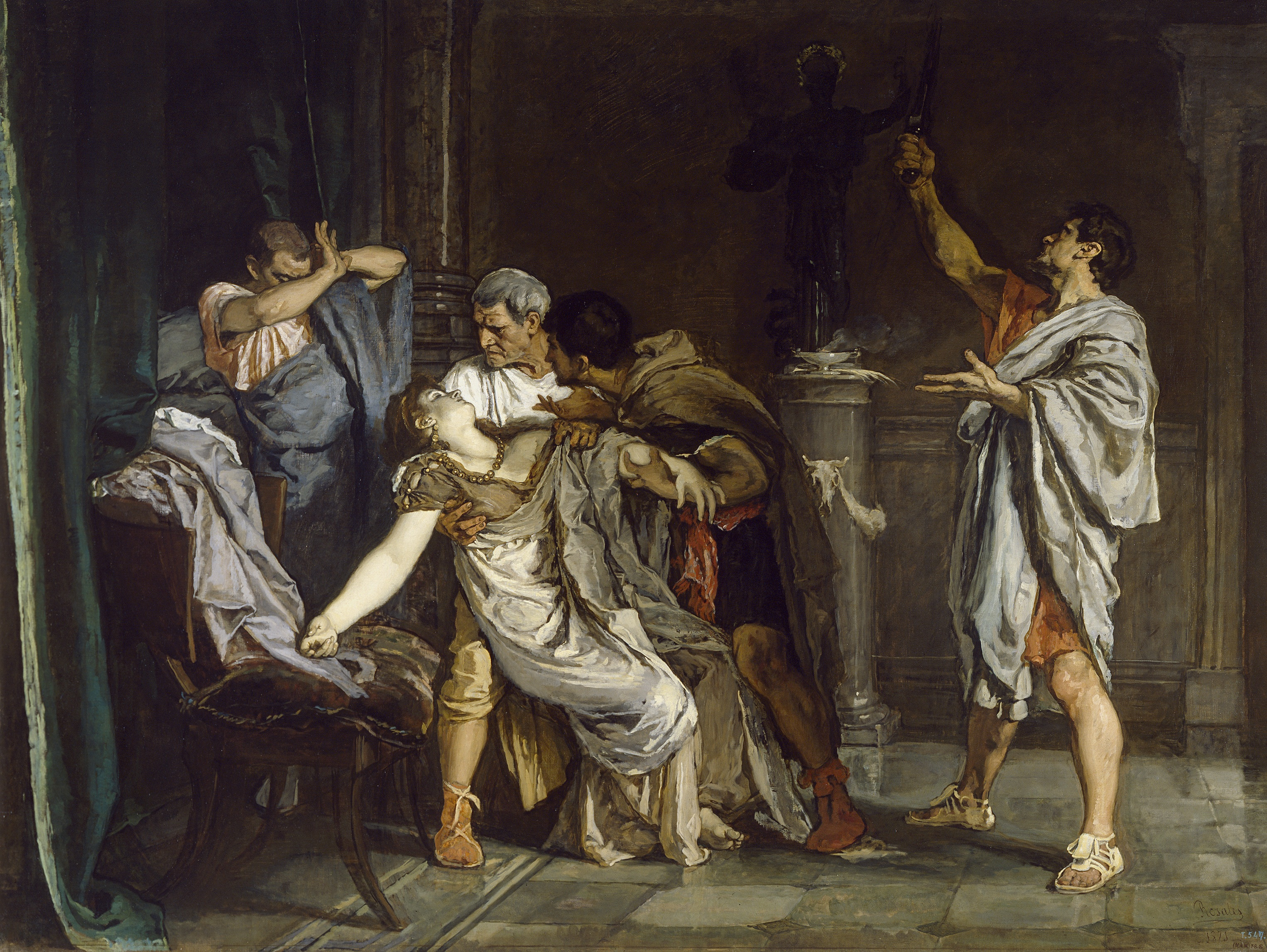
La mort de Lucrècia d'Eduardo Rosales
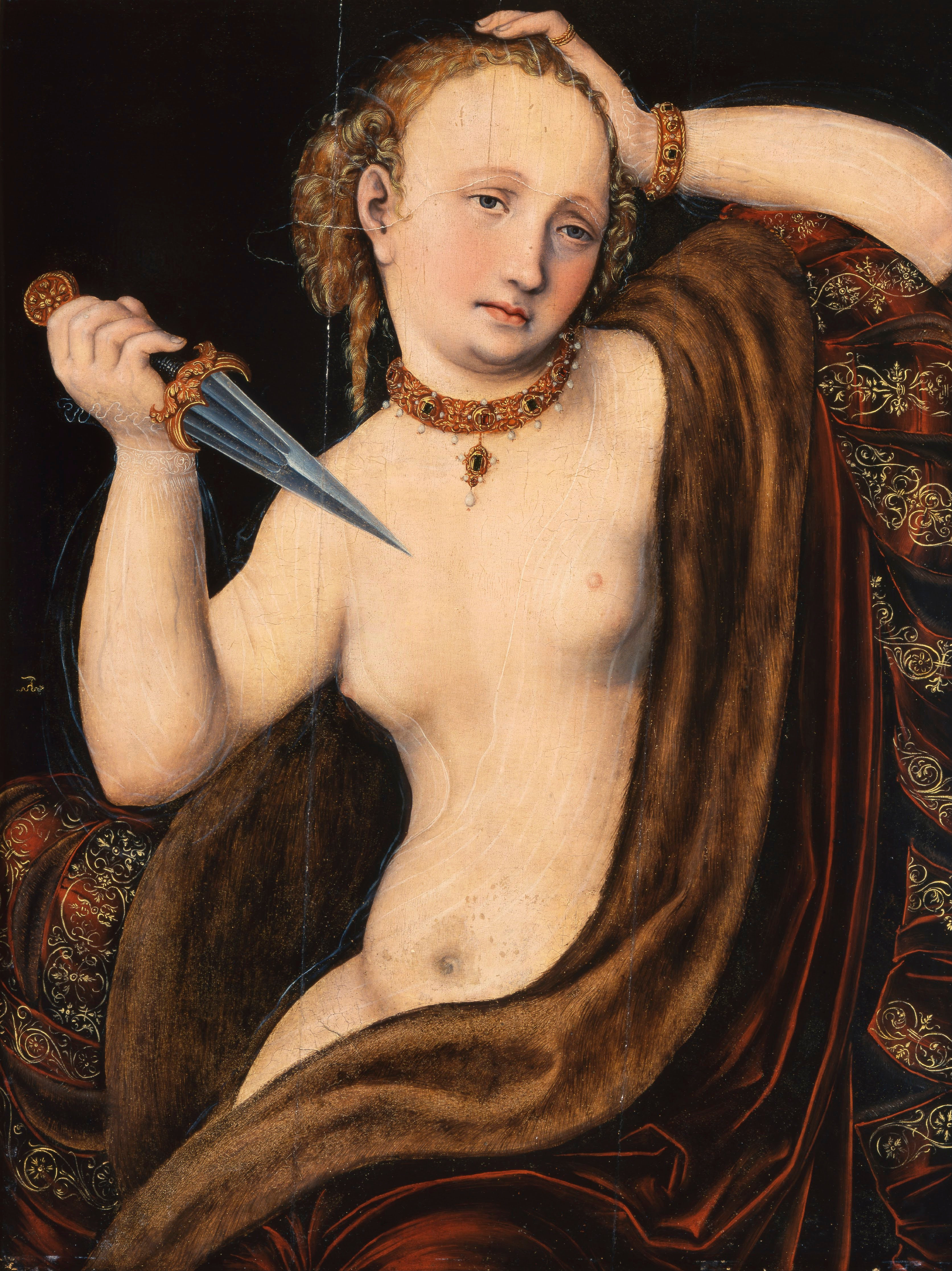
Lucrècia romana de Lucas Cranach el Vell
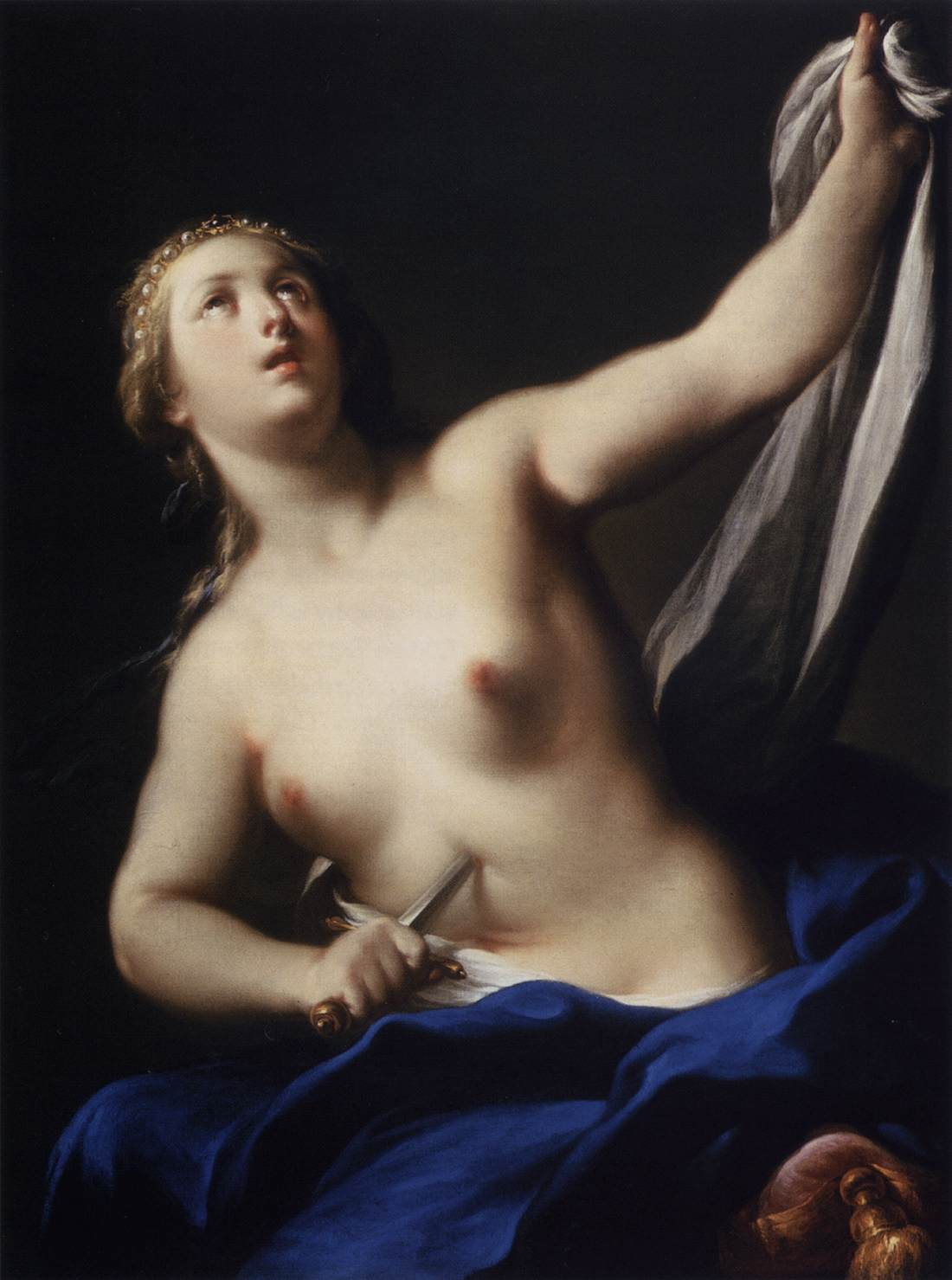
Andrea Casali
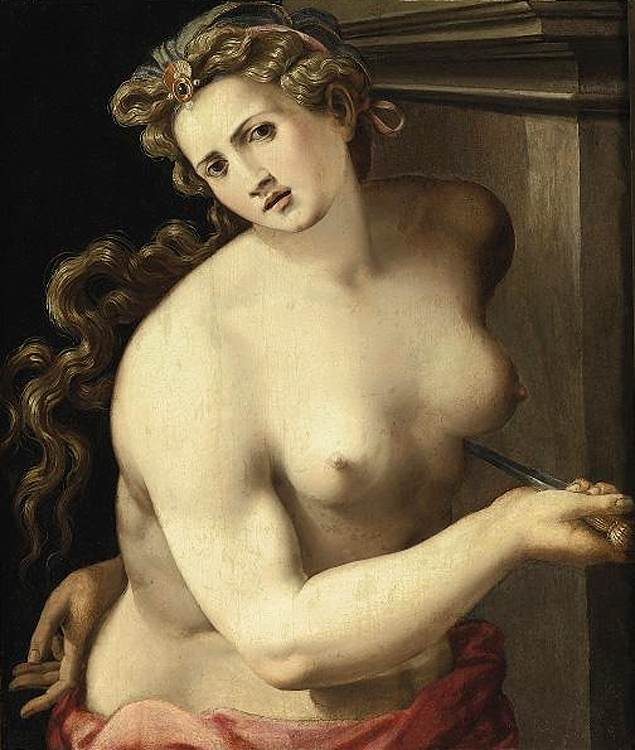
Michele Tosini